# 빛의 시그널
〈빛의 시그널〉(光のシグナル 히카리노시그나루[*])은 일본의 남성 아이돌 그룹 Kis-My-Ft2의 10번째 싱글이다.

## 개요
전작 〈SNOW DOME의 약속/Luv Sick〉으로부터 약 4개월 만의 싱글이다.
초회 생산 한정반 A, 초회 생산 한정반 B【도라에몽 콜라보반】, 통상반, 키스마이 SHOP반의 4형태로 발매된다.
표제곡 〈빛의 시그널〉은 《극장판 도라에몽 진구의 아프리카 모험: 베코와 5인의 탐험대》의 주제가이다.

## 수록곡

### 초회 생산 한정반 A
CD
1. 光のシグナル / 빛의 시그널
작사: 센세이 / 작곡: 나카타니 아츠코 / 편곡: 스즈키 마사유키
2. ずっと～You are my Everything～ / 계속~You are my Everything~
작사: zopp / 작곡: SHIKATA, MONK / 편곡: ha-j

DVD
1. 光のシグナル (MUSIC VIDEO)
2. 光のシグナル (MUSIC VIDEO Making Movie)

### 초회 생산 한정반 B【도라에몽 콜라보반】
CD
1. 光のシグナル / 빛의 시그널
2. ずっと～You are my Everything～ / 계속~You are my Everything~

DVD
1. 光のシグナル (MUSIC VIDEO-애니 〈도라에몽〉 ver-)
2. 光のシグナル (OFF SHOT)

### 통상반
CD
1. 光のシグナル / 빛의 시그널
2. ずっと～You are my Everything～ / 계속~You are my Everything~
3. Crush! Crush! Crush!
작사·작곡: BACK-ON / 편곡: 와타나베 토오루

초회 한정 봉입 특전
- 미니 사진집 (전 3종 중 1종 랜덤 봉입)

### 키스마이 SHOP반
CD
1. 光のシグナル / 빛의 시그널
2. ずっと～You are my Everything～ / 계속~You are my Everything~

특전
- LP 사이즈 자켓 사양
- 클리어 포스터 (B3 사이즈)